# Епархия Мальдонадо — Пунта-дель-Эсте — Минаса
Епархия Мальдонадо — Пунта-дель-Эсте — Минаса (лат.  Maldonadensis-Orientalis Orae-Fodinensis) — епархия Римско-Католической Церкви с центром в городе Мальдонадо, Уругвай. Епархия Мальдонадо — Пунта-дель-Эсте — Минаса распространяет свою юрисдикцию на департаменты Мальдонадо, Роча и Лавальеха. Епархия Мальдонадо — Пунта-дель-Эсте — Минаса входит в митрополию Монтевидео. Кафедральным собором епархии служит собор святого Фернандо в городе Мальдонадо. Сокафедральный собор — Собор Непорочного Зачатия Пресвятой Девы Марии в городе Минас.

## История
10 января 1966 года Римский папа Павел VI издал буллу «Novas constituere», которой учредил епархию Мальдонадо — Пунта-дель-Эсте, выделив её из епархии Минаса.
2 марта 2020 года папа Франциск упразднил епархию Минаса, присоединив её к епархии Мальдонадо — Пунта-дель-Эсте, епархия получила после этого нынешнее название.

## Ординарии епархии
- епископ Антонио Корсо (26.02.1966 — 25.03.1985);
- епископ Родольфо Педро Вирц Кремер (9.11.1985 — 15.06.2018).
- епископ Милтон Луис Трокколи Себедьо (2.3.2020 — н.вр.)